# Artur Gallard i Tresens
Artur Gallard i Tresens (Barcelona, 1857 – 25 d'abril de 1920) fou un empresari, poeta, i polític barceloní.
Fill de Bernat Gallard i de Caterina Tresens i Bosch (+1883). Casat amb Valentina Vallescà i Xirinachs. Tenia un negoci de tintoreria a Sant Martí de Provençals. Fou vicepresident de la Cambra Oficial d'Indústria, el 1912 secretari de la Cambra de Comerç de Barcelona, i el 1918 president de l'Associació de Consumidors de Força Motriu Elèctrica de Catalunya, integrada dins del Foment del Treball Nacional. També va presidir en 1909 la Unió Gremial i el 1914 va promoure el Primer Congrés Patronal.
Alhora participà activament en el moviment de la renaixença. El 1878 va assolir un accèssit als Jocs Florals de Barcelona i el 1882 en formà part del consistori. El 1884 fou membre de la Junta de Premsa i fou redactor de La Renaixensa, La Publicitat i el Diari Català.
També fou soci de l'Ateneu Barcelonès i de l'Associació Catalanista d'Excursions Científiques. També fou actiu en política. Fou escollit regidor de l'ajuntament de Barcelona a les eleccions municipals de 1895 pel districte Universitat dins el Partit Republicà Possibilista.